# Жан де Дентевіль
Жан де Дентевіль (фр. Jean de Dinteville; 21 вересня 1504 — 1555, Полізі), сеньйор де Полізі і де Тенельєр — французький придворний і дипломат, лицар ордена короля.

## Біографія
Син Гоше де Дентевіля, королівського палацового розпорядника, і Анни де Плессі.
Обіймав посаду бальї Труа, був вихователем Карла Французького, герцога Орлеанського, а на початку 1530-х років послом в Англії при дворі Генріха VIII.
Широко відомий, як один з персонажів знаменитої картини Ганса Гольбейна Молодшого «Посли» (1533), що зображує Дентевіля (ліворуч), Жоржа де Сельва, єпископа Лавуа (праворуч), який прибув в Лондон у квітні того року, і анаморфозу людського черепа (внизу). Ймовірно, Дентевіль був замовником картини, що представляє алегорію життя діяльного (vita activa, Дентевіль, дворянство шпаги) і споглядальної (vita contemplativa, Сельв, дворянство пера).
Ймовірно, Дентевіль також зображений на картині Приматіччо, що зображає дворянина в образі Святого Георгія. 
Помер від паралічу в 1555 році. Був неодружений.

Ганс Гольбейн Молодший «Посли» (1553). Лондонська національна галерея
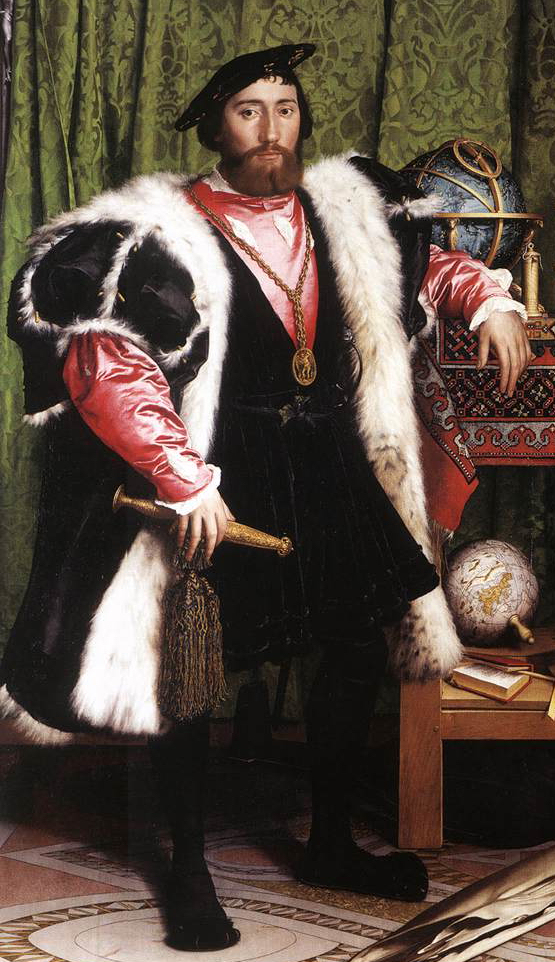
Жан де Дентевіль (фрагмент картини «Посли»)
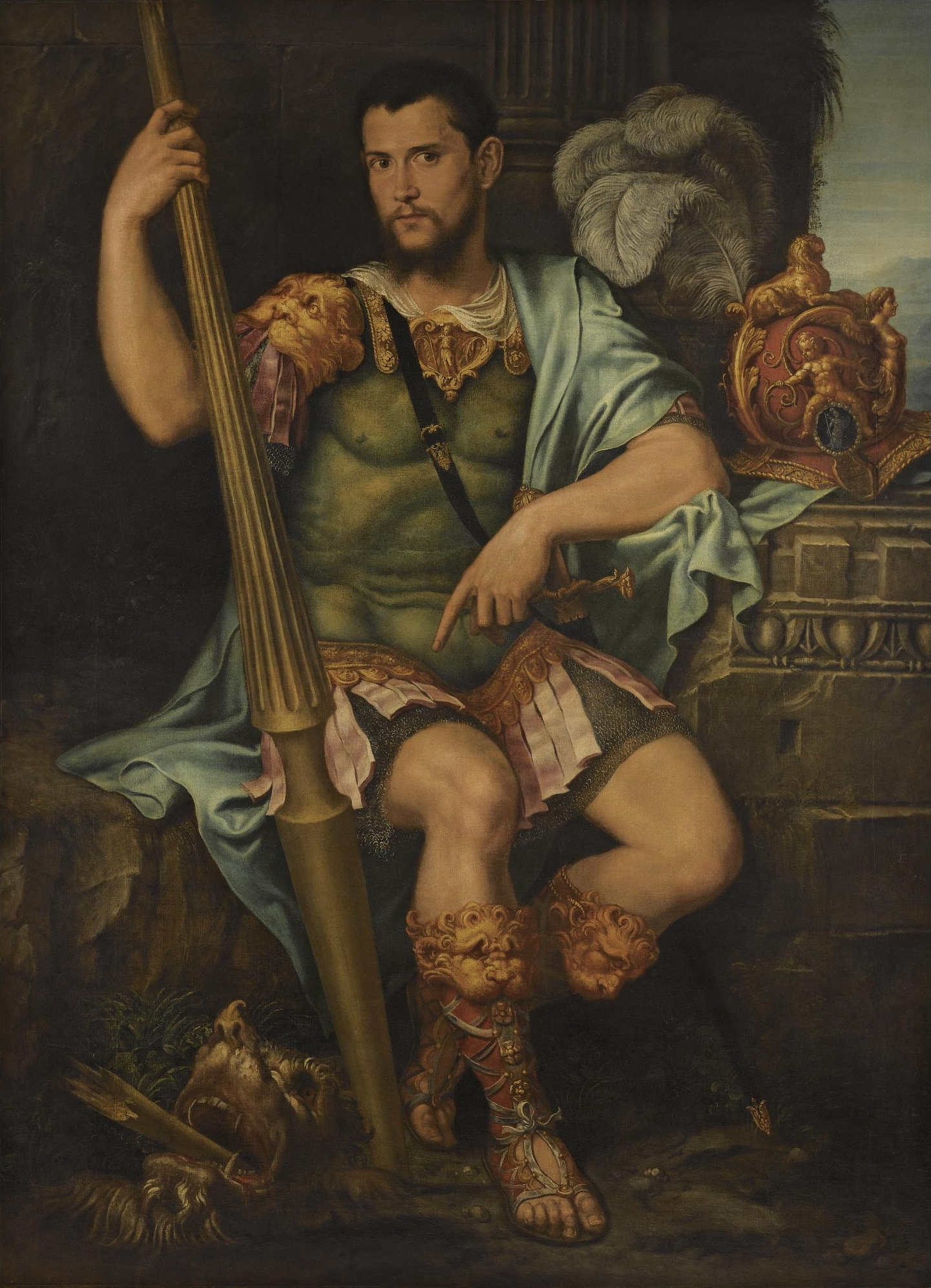
Приматіччо. Портрет дворянина в образі Святого Георгія

## Зовнішні посилання
- Jean de Dinteville [Архівовано 17 жовтня 2016 у Wayback Machine.]
- Ганс Гольбейн. Послы (1533) [Архівовано 12 лютого 2019 у Wayback Machine.]
- Искусство ренессанса: как читать картину «Послы» Ганса Гольбейна
- Portrait of Jean de Dinteville, Seigneur de Polisy [Архівовано 29 січня 2019 у Wayback Machine.]